# Java 2D
Java 2D は、Javaにおいて2次元コンピュータグラフィックスの描画に使われるAPIである。Java 2D の描画操作は、図形を描き、それを塗りつぶし、ディスプレイ上でその結果を合成するものと言える。

## 構成
Java 2D とその文書は JDK 6 の一部としてダウンロード可能である。Java 2D API クラスは JDK 6 の以下のパッケージにある。
- java.awt - Java Abstract Window Toolkit のメインパッケージ
- java.awt.geom - 直線、楕円、四角形などの基本的2次元図形に関する標準ライブラリ
- java.awt.font - 字体操作のためのライブラリ
- java.awt.color - 色を様々な方法で扱うためのツール群
- java.awt.image - 画像を操作するためのライブラリ
- java.awt.image.renderable
- java.awt.print - 印刷のためのツール群

## 基本概念
以下のオブジェクト（インタフェース）は、Java 2D での描画操作に必須の部分である。

### Shape
shape は、太さのない境界線で内側と外側を区切ったものである。内側のピクセルは描画操作で変更され、外側は影響を受けない。
単なる直線の場合、内側が存在しないので塗りつぶしても何も変化しない。従って、直線を描きたいときは細長い長方形を使って内側を塗りつぶす。

### Paint
paint は、塗りつぶし操作でピクセルに使用する色を生成する。最も単純な paint は java.awt.Color であり、全てのピクセルに同じ色を生成する。色の変化を伴う paint や、画像を描画する paint、任意の色の組合せを生成する paint などもある。円形の shape に黄色の塗りつぶしを施せば、黄色の円が描画される。画像を生成する paint を使って円の塗りつぶしを行えば、その画像を円形に切り取った画像が生成される。

### Composite
描画操作では、source（paint が生成しようとしているピクセル群）と destination（既に描画されたピクセル群）がある。通常、source は単に destination を上書きするが、composite によってその動作を変更できる。
composite に source と destination を指定すると、画面に最終的に現れる画像が生成される。典型的な composite として java.awt.AlphaComposite があり、描画するピクセルが半透明であるかのように扱うので、destination のピクセルもある程度見える。

### 塗りつぶし
shape を塗りつぶすとき、各ピクセルが内側なのか外側なのかを判定する必要がある。内側のピクセルは塗りつぶし操作の影響を受ける。境界線上のピクセルは、アンチエイリアスが有効になっていれば、ある程度だけ影響を受けることになる。
paint を使って、各ピクセルに設定すべき色が生成される。単色の塗りつぶしの場合、各ピクセルには同じ色が設定される。
composite が paint によって設定された色と画面上に既にある色とを考慮し、最終的な色を決定する。

## その他のオブジェクト
以下のオブジェクトは、上述の単純なオブジェクトによる描画で必要に応じて使われる。

### Transform
Java 2D の描画操作は、transformの対象となり、回転させたり、切り取ったり、拡大・縮小したりできる。最も一般的な transform は identity transformであり、何もしない。
transform を使った塗りつぶしは、単に新たな変換された shape を生成し、それを塗りつぶしたように見える。

### Stroke
fill（塗りつぶし）操作だけでなく、Java 2D は draw 操作も提供している。fill では shape の内側を描画したが、draw では輪郭線を描画する。輪郭線としては、単純な実線もあれば、各線分の端が丸められた破線もある。
輪郭線を生成するオブジェクトは stroke である。入力として shape を与えられると、stroke はその形の輪郭線を表す shape を新たに生成する。例えば、太さのない線が stroke によって1ピクセル幅の多角形に変換されたりする。
従って、draw 操作は、 stroke を使って新たな shape を作成し、それを塗りつぶすものと言える。
技術的には、stroke は shape を入力として新たな shape を生成するためだけに必要とされる。Java 2D では輪郭線を描くために stroke が実装されているが、stroke を直接使って任意の図形を生成することも可能である。

## 最適化
概念的には、Java 2D で黒い直線を描くのは、直線の shape を生成し、現在の transform に従って変換し、stroke によって細長い四角形の shape を生成し、その shape に対してピクセル位置を問合せ、java.awt.Color.BLACK を使ってピクセルを生成し、composite に従ってそれを画面上に表示するという一連の動作からなる。
しかし、このようなステップを毎回実行するのは効率的でない。Java 2D では、これらのステップを省略できるような最適化を施している。塗りつぶしが単純な単色だった場合、個々のピクセルの色を問い合わせる必要はない。同様に、完全に不透明な重ね合わせの設定なら、composite 操作は不要であり、無駄である。
Java 2D は省略可能な手順は可能な限り省略して、上述の全ステップを実施したのと同じ見た目を生成する。これにより、柔軟性と高速性を両立させている。

## 出力先
以上の説明は、話を単純にするため、出力先がディスプレイであると仮定していた。しかし、実際の出力先はプリンタでも、メモリでもよいし、Java 2D のコマンドを受け取って解釈しベクターイメージファイルを生成するオブジェクトでもよい。

## Java2D と OpenGL の関係
Java SE 6 の build 51 以降、Java 2D と OpenGL の連携が可能となった。例えば、ボタンのアイコンとして3次元グラフィックスのアニメーションを使うこともできる。